# Egyházközség
Az egyházközség bizonyos vallási közösségek területi/társadalmi egysége. Főként a keresztény egyházak szóhasználatában fordul elő. (Az izraelita vallási közösségek inkább a hasonló tartalmú hitközség kifejezést használják.)

## A katolikus egyházban
A Katolikus egyház jelenlegi szóhasználatában az egyházközség és plébánia egymásnak megfelelő fogalmak. Ugyanakkor az 1984-es Egyházi törvénykönyv kiadását megelőző időben ez nem így volt. Az 1917-es Codex (CIC 1917) szerint a plébánia nem volt azonos a területen élő hívek közösségével, az egyházközség ugyanakkor egy plébánia vagy filia, illetve lelkészség összes híveinek szervezett és jogilag elismert csoportosulását jelentette.

## Aprotestánsegyházakban

### A református egyházban
Az egyházközség egyházjogi meghatározása a reformátusoknál:
"Az egyházközség az egyház tagjainak meghatározott  területen  élő  és  az  egyházi  törvény  szerint szervezett gyülekezete. Ettől eltérő szempontok alapján egyházközséget a Zsinat hozhat létre vagy ismerhet el. 
Az  egyházközség  területe  általában  egybeesik a helység területével. Egy egyházközség területe több 
helység területére is kiterjedhet, és egy helység területén több református egyházközség is lehet."

### Az evangélikus egyházban
Az Evangélikus egyház törvénye szerint:
"Az egyházközség meghatározott területen működő, a saját vagy más területről bejegyzett egyháztagoknak az ige hirdetésére,  a  szentségekkel  való  élésre  és  vallásuk gyakorlására szervezett gyülekezeti közössége. 
Az  egyházközség  területi  határait  az egyházmegyei  közgyűlés  állapítja  meg.  Magyarország minden lakóterülete területi, közlekedési vagy nemzetiségi szempontok  alapján  valamelyik  egyházközség  része.  Az egyházközség  székhelye  az  egyházmegyei  közgyűlés  által jóváhagyott és a hivatalos országos evangélikus névtárban nyilvántartott működési és adminisztratív központ. Az  egyházközségnek  saját  lelkésze,  önálló  döntéshozó és képviseleti testületei, valamint önálló gazdálkodása van, és istentiszteleti hellyel rendelkezik. "